# Studenterrevy
En studenterrevy er en satirisk teaterform (typisk stykket sammen af forholdsvis korte sketches, sange og dansenumre) opført og udarbejdet af studerende på de videregående uddannelser. Det er studerendes version af den klassiske revygenre.
Skolekomedier stammer helt tilbage fra 1820, da Studenterforeningen blev stiftet i København og de første årlige komedier, som have karakter af revy spillede fra 1833, men blev først for alvor udbredt op igennem 1900-tallet..
Mange nuværende studenterrevyer er opstået indenfor de sidste 30 år.

## Kendte Studenterrevyer

### København
- Kongelig Majestaits Acteurs
- FysikRevy^TM
- MBK Revy
- Smedierevyen

### Århus
- BSS-Revyen
- Ingeniørrevyen
- Kasernerevyen
- Medicinerrevyen
- Teologisk Julerevy
- Økonomisk revyforening
- Tågekammer revyen

### Aalborg
- Aalborg Studenterrevy